# کلوینه
کلوینه (به لهستانی:  Klewiny) یک روستا در لهستان است که در گمینا بانگه مازورسکیه واقع شده‌است.